# Praolia densepuncticollis
Praolia densepuncticollis is een keversoort uit de familie boktorren (Cerambycidae). De wetenschappelijke naam van de soort is voor het eerst geldig gepubliceerd in 1963 door Gilmour & Breuning.